# Nicole Buehrer
Nicole Buehrer est une actrice américaine.

## Filmographie
- 2004 : The Rockville Slayer : détective Amy Rodgers
- 2004 : World of Weird (court métrage) : Gwen
- 2006 : Enemies (série télévisée) : la serveuse de la discothèque
- 2011 : Trippin' : Giselle
- 2011 : Cougar Town (série télévisée) : Karen
- 2011 : Man Up (série télévisée) : la demoiselle d'honneur
- 2011 : Perfect Predicament (court métrage) : l'assistante dentaire
- 2012 : Payback Jack : Sharee Dupont
- 2012 : Dangerous : Candy Liu
- 2013 : Ashley : Candice